# 안드레 루이스
안드레 루이스(1997년 4월 21일 ~ )는 브라질의 축구 선수이다. 포지션은 공격수이다.